# Jaskinie w Luray
Jaskinie w Luray (ang. Luray Caverns) – zespół jaskiń krasowych znajdujących się na zachód od amerykańskiego miasta Luray w stanie Wirginia.
Jaskinie w Luray udostępnione są zwiedzającym i wyposażone w oświetlone chodniki (ang. commercial cave). Odkryte zostały w roku 1878. W ich wnętrzu znajdują się różne spektakularne formy nacieków jaskiniowych (stalaktyty, stalagmity, stalagnaty, draperie naciekowe, misy martwicowe, makarony, jeziora lustrzane, itp.). Jaskinie zawdzięczają swą sławę także litofonowi – The Great Stalacpipe Organ. Litofon składa się z uruchamianych przez solenoidy gumowych młoteczków, które uderzają w stalaktyty, wydając dźwięki podobne do ksylofonu lub kamertonu.

## Geologia

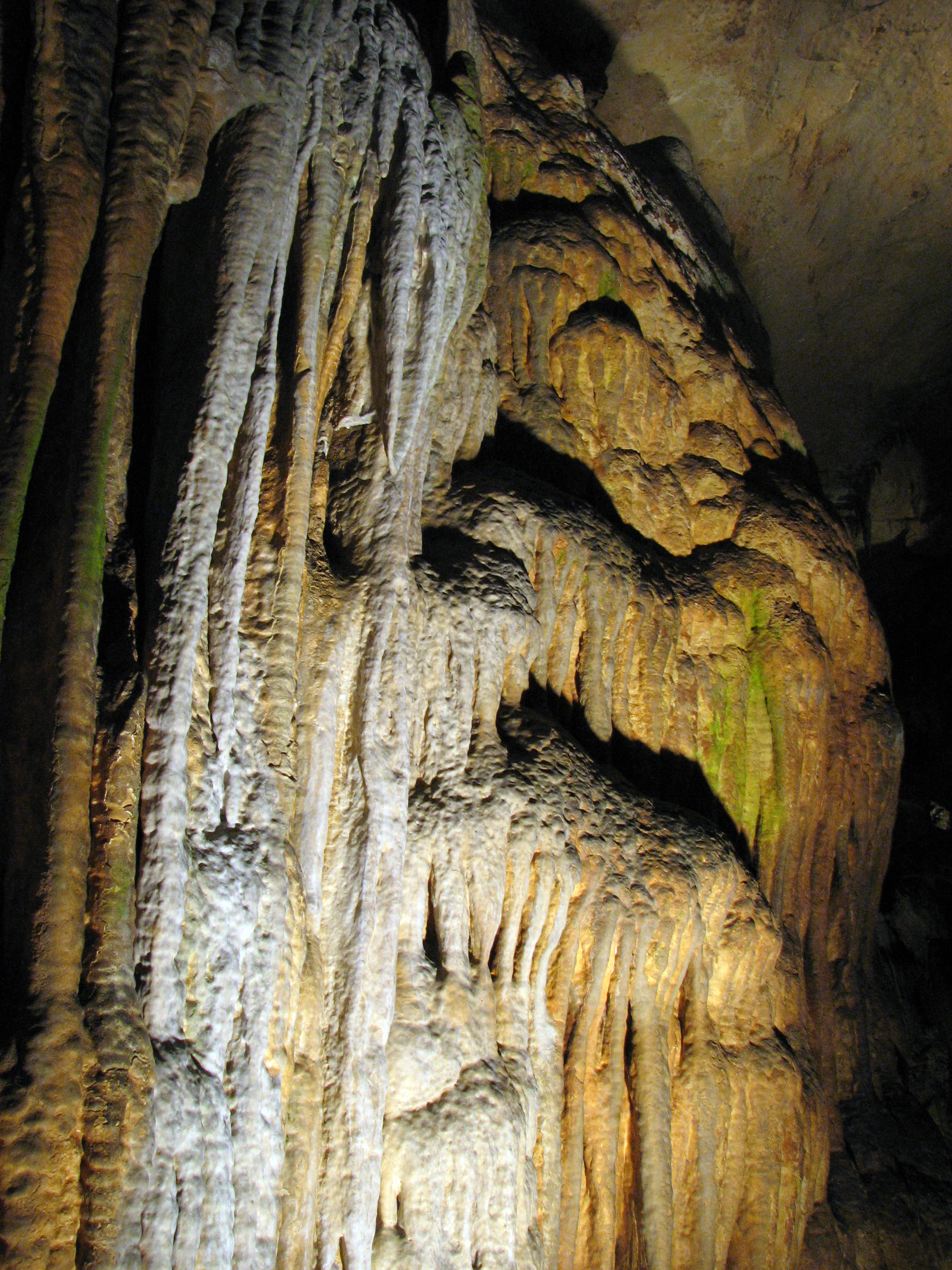
Jaskinie w Luray, formacje naciekowe

Jaskinie w Luray znajdują się w Dolinie Shenandoah, na wschód od łańcucha Alleghenów w Appalachach. Dolina rozciąga się pomiędzy Pasmem Błękitnym na północy i Górami Massanutten na południu. Wzgórze Cave Hill, w którego wnętrzu odkryto sieć jaskiń, ma wysokość 282 m n.p.m. Okolica była długo miejscem zainteresowania poszukiwaczy, ze względu na liczne formy krasowe. Wchodząc do jednego z naturalnych szybów odkryto ciąg lurajskich grot.
Pierwotna sieć jaskiń powstała w trzeciorzędzie, erozji uległy wówczas sylurskie skały wapienne. Powstałe nisze i szyby zostały całkowicie wypełnione wodą charakteryzującą się wysoką kwasowością. Kwas zaczął oddziaływać na ściany i sklepienia zagłębień. Jak wysoko sięgała woda, widać dzisiaj w miejscu zwanym Elfin Ramble.
Temperatura w jaskiniach jest stała i wynosi ok. 12 ℃, podobnie jak w Jaskini Mamuciej w Parku Narodowym Mammoth Cave w stanie Kentucky.
Nie jest łatwo określić rozmiary poszczególnych komór Jaskiń w Luray. Spowodowane jest to ich nieregularnością i złożonością ich struktury. Jaskinie składają się z szeregu kondygnacyjnych galerii. Różnica wysokości pomiędzy najniższym punktem a najwyższym wynosi ponad 79 m.

## Pierwotne formy krasowe

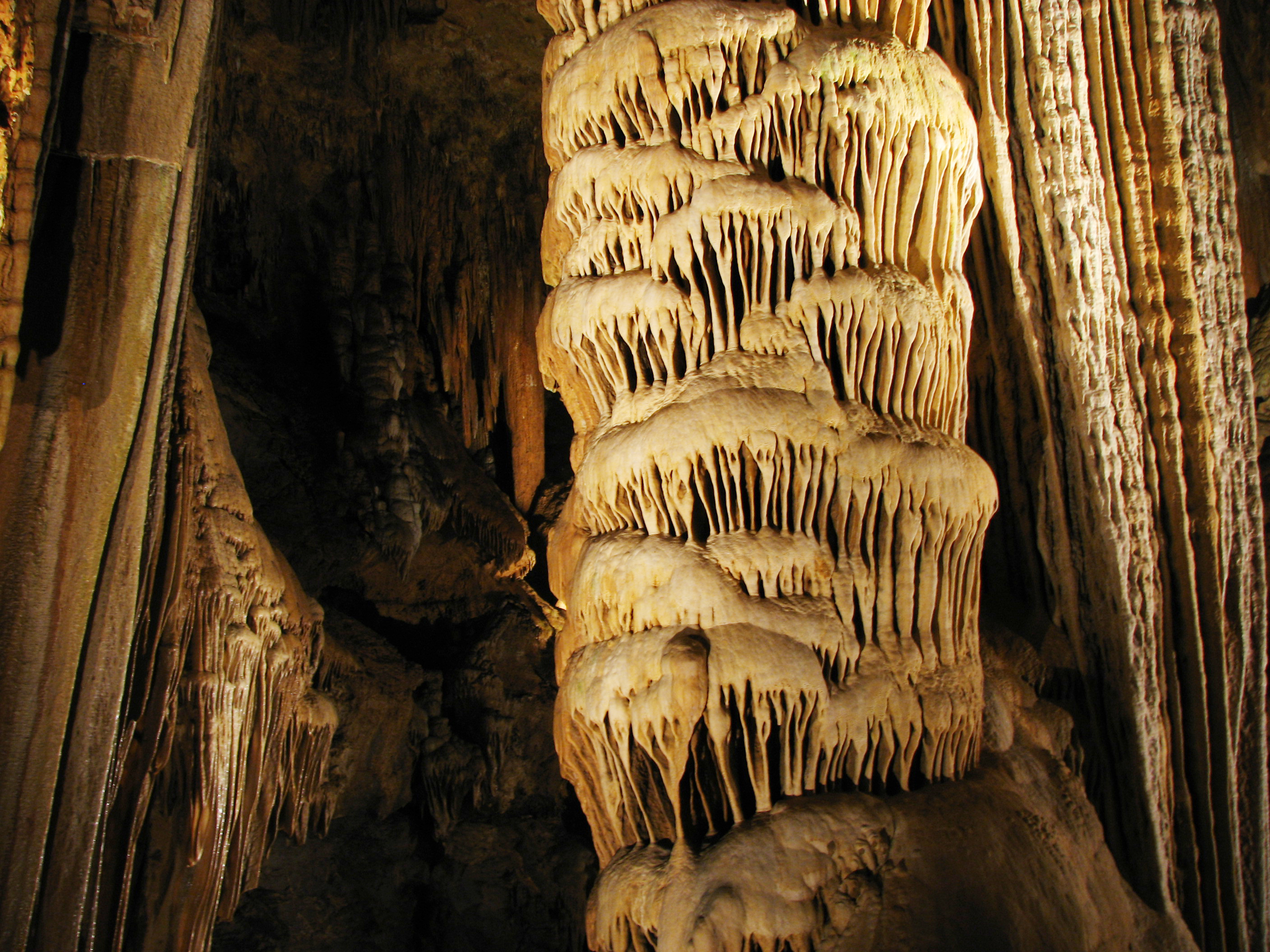
Jaskinie w Luray, formacje krasowe Totemy

Jak to miało miejsce w innych jaskiniach krasowych, powstanie charakterystycznych form skalnych zależało od tzw. procesu krasowienia, tzn. rozpuszczania skał wapiennych. Rozpuszczający się węglan wapnia, powodował uwalnianie się dwutlenku węgla. Wytrącający się wapień osadzał się, tworząc najróżniejsze formy. Najpierw powstawały niewielkie kalcytowe okręgi osadowe, które stopniowo rozrastały się, tworząc kamienne sople, zwane stalaktytami. Formacje skalne jaskiń w Luray są koloru białego, jeżeli węglan wapnia występował w formie pierwotnej. Inne zabarwienia są wynikiem absorpcji różnych związków z podłoża lub warstw skalnych. Barwa czerwona świadczy o obecności żelaza lub żelazonośnej kamionki, czarna tlenku manganu, niebieska i zielona związków miedzi. W jaskiniach w Luray procesy osadowe są stale obserwowalne. W ciągu 120 lat osadza się ponad 16 cm³ rozpuszczonego materiału skalnego.

## Charakterystyczne formy krasowe

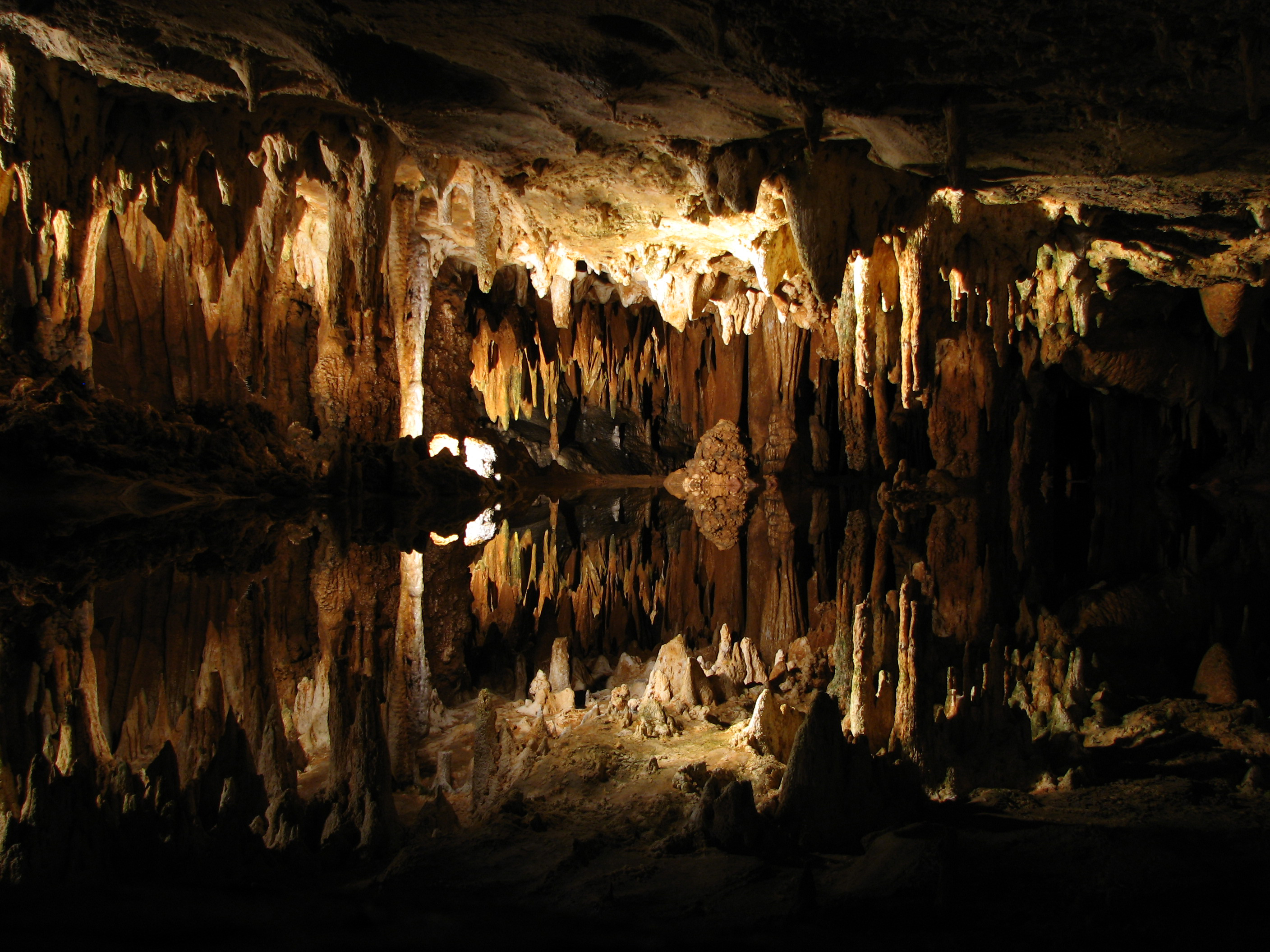
Jaskinie w Luray, jezioro lustrzane

Po obniżeniu się poziomu wody w jaskiniach osadzający się wapień formował coraz to większe stalaktyty, stalagmity i stalagnaty. Erozja wpłynęła na powstanie spektakularnych form skalnych również poprzez niszczenie wcześniej ukształtowanych form krasowych: w jaskini spotyka się olbrzymie stalagnaty, które strumienie wody wywróciły na dno przed tysiącami lat. Starsze formy są koloru żółtego, brązowego lub czerwonego. Ich pofałdowane powierzchnie w dotyku przypominają chropowatą, ziarnistą fakturę drewna. W komorze nazywanej Imperial Spring widocznych jest blisko 40000 wiszących form jednocześnie.
Do najbardziej eksponowanych form krasowych Jaskiń w Luray należą:
- Pochyła Kolumna (ang. Leaning Column)
- Organy (ang. Organ), szeroka formacja naciekowa, której używano jako instrumentu muzycznego (litofon); także dzisiaj grywane są na tym niecodziennym instrumencie koncerty, szczególnie podczas ceremonii ślubnych
- Kolumna Cesarzowej (ang. Empress Column), stalagmit wysokości prawie 11 m, barwy różowej, przemyślnie pofałdowany
- Podwójna Kolumna (ang. Double Column), podwójny rowkowaty stalagmit alabastrowy, jeden ze stalagmitów składowych ma wysokość ponad 7 m, drugi aż 18 m

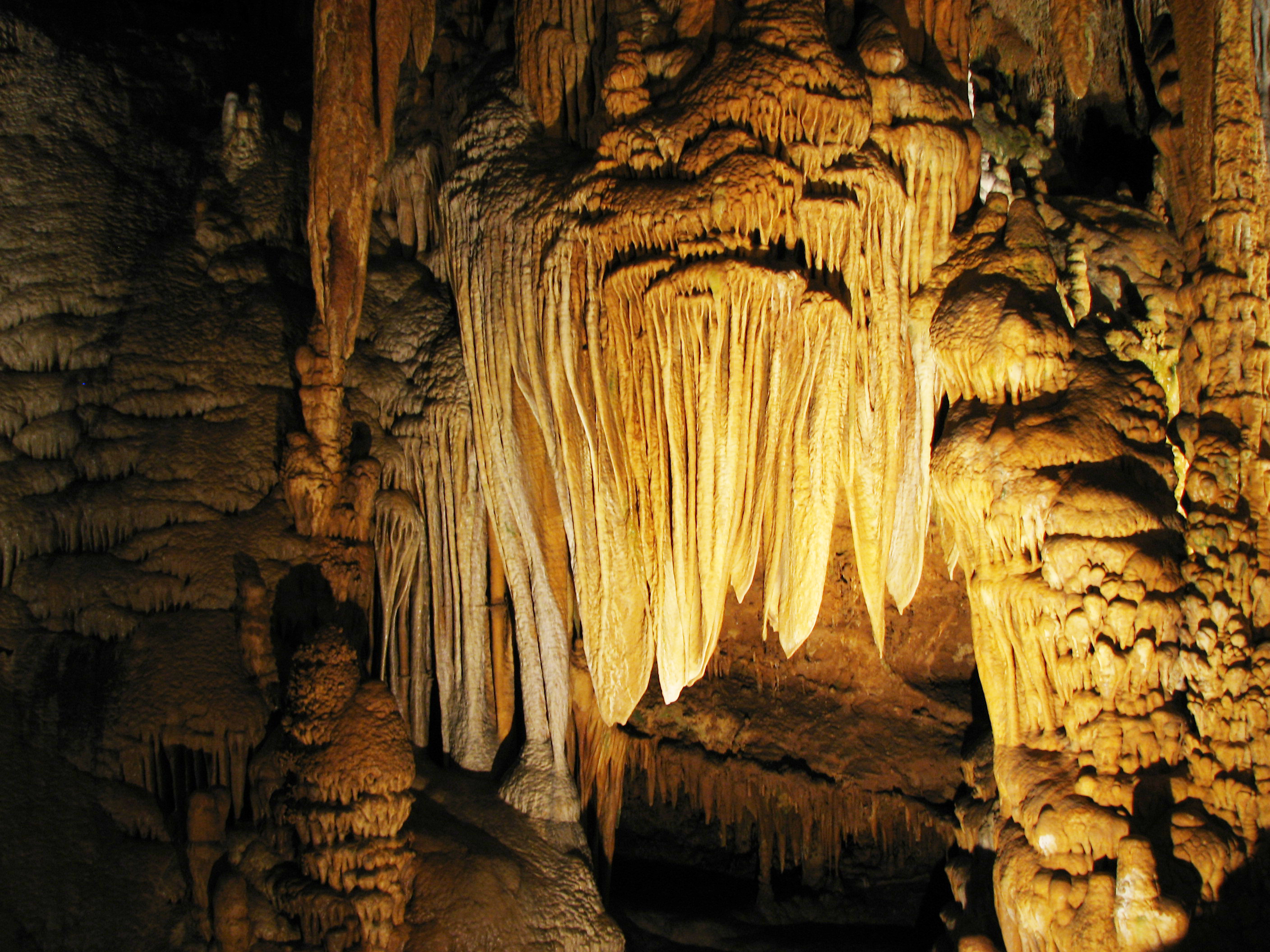
Jaskinie w Luray, wapienne kurtyny

- Hol Olbrzyma (ang. Giant’s Hall), komora ze stalaktytami przekraczającymi 1,5 metra
- Kaskady (ang. Brands Cascade), jedna z alabastrowych formacji przypominających zastygłe kaskady; ma wysokość ponad 12 m i szerokość ponad 9 m; nie ma żadnych różnokolorowych nacieków; barwy woskowo-białej; każdy z jej warkoczy wydaje się być jakby wypolerowanym
- Namiot Saraceński (ang. Saracen’s Tent), jedna z krasowych formacji przypominająca wiszącą kamienną kurtynę; jest jedną z typowych formacji jaskiń w Luray, które spotyka się w prawie każdej komorze
- Nabrzmiały Balkon (ang. Hoveys Balcony), formacja skupiająca zespół szesnastu alabastrowych kurtyn, które prawie przylegają do siebie; trzy z nich są białe w formie szerokich chust z krepy, trzynaście pozostałych prążkowane jak agat we wszystkich odcieniach brązu

Niektóre z formacji są prawie całkowicie przeźroczyste. Na zakończeniu każdej formy stalaktytowej widoczny jest błyszczący jak srebro punkt – czarodziejskie czółenko, które odgrywa tak ważną rolę w ustawicznym cyklu osadzania się materiału wapiennego.

## Hydrologia a formacje wapienne w Luray

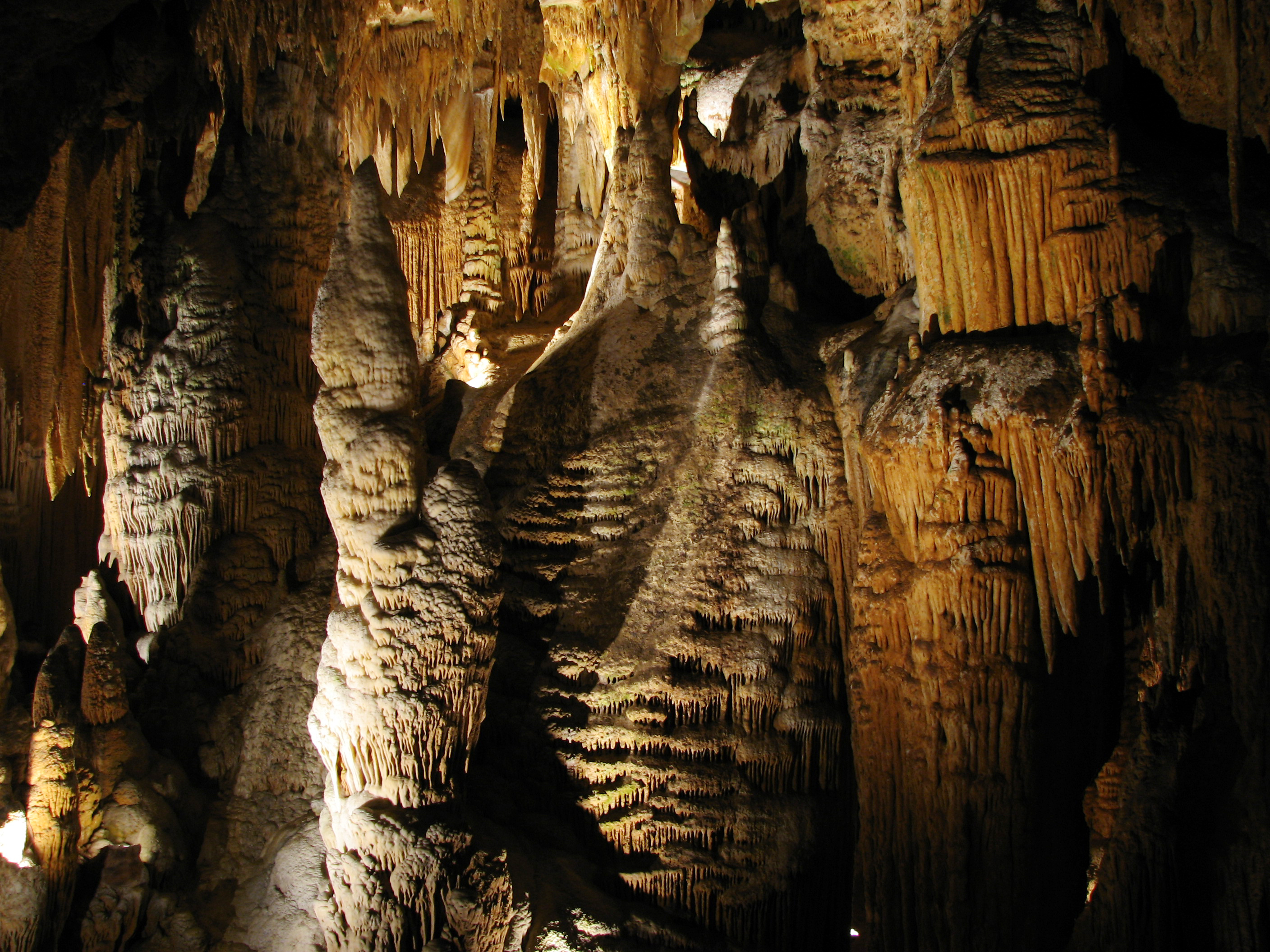
Jaskinie w Luray, charakterystyczne formacje krasowe

W jaskiniach w Luray nie występują podziemne strumienie czy prawdziwe źródła. Doliczono się jednak setek większych lub mniejszych basenów (o średnicy od 30 cm do 4,5 m; głębokości od 15 cm do 4,5 m). Woda w nich jest doskonale czysta, ale zawiera rozpuszczony węglan wapnia, który często wytrąca się, tworząc zlepki nazywane w zależności od formy i rozmiaru perłami, jajkami czy kulkami. Zlepki te są promieniste w swej strukturze.
Ściany i dna zagłębień wypełnionych wodą pokryte są szklistymi, pierzastymi czy paprocio-kształtnymi kryształami kalcytu. Poziomy lustra wody i wiek osadów oznaczane są pierścieniami, krawędziami i pofałdowanymi brzegami. Poziomy te są ostro zaznaczone w obrzeżach Jeziora Broaddusa (ang. Broaddus Lake) oraz w wałach tzw. Zamków na Krysztale (ang. Castles on the Rhine).
Ze zbiorników wodnych wystają jakby wypolerowane, płowożółte stalagmity z białawymi nacięciami oraz duże grzyby okryte czerwoną, purpurową lub oliwkową powłoką krystaliczną, przypominającą w dotyku aksamit. W niektórych małych zbiornikach, w których nadwyżka kwasu węglowego wydziela się gwałtownie, tworzy się cienka błyszcząca błona na powierzchni dna i ścianek.

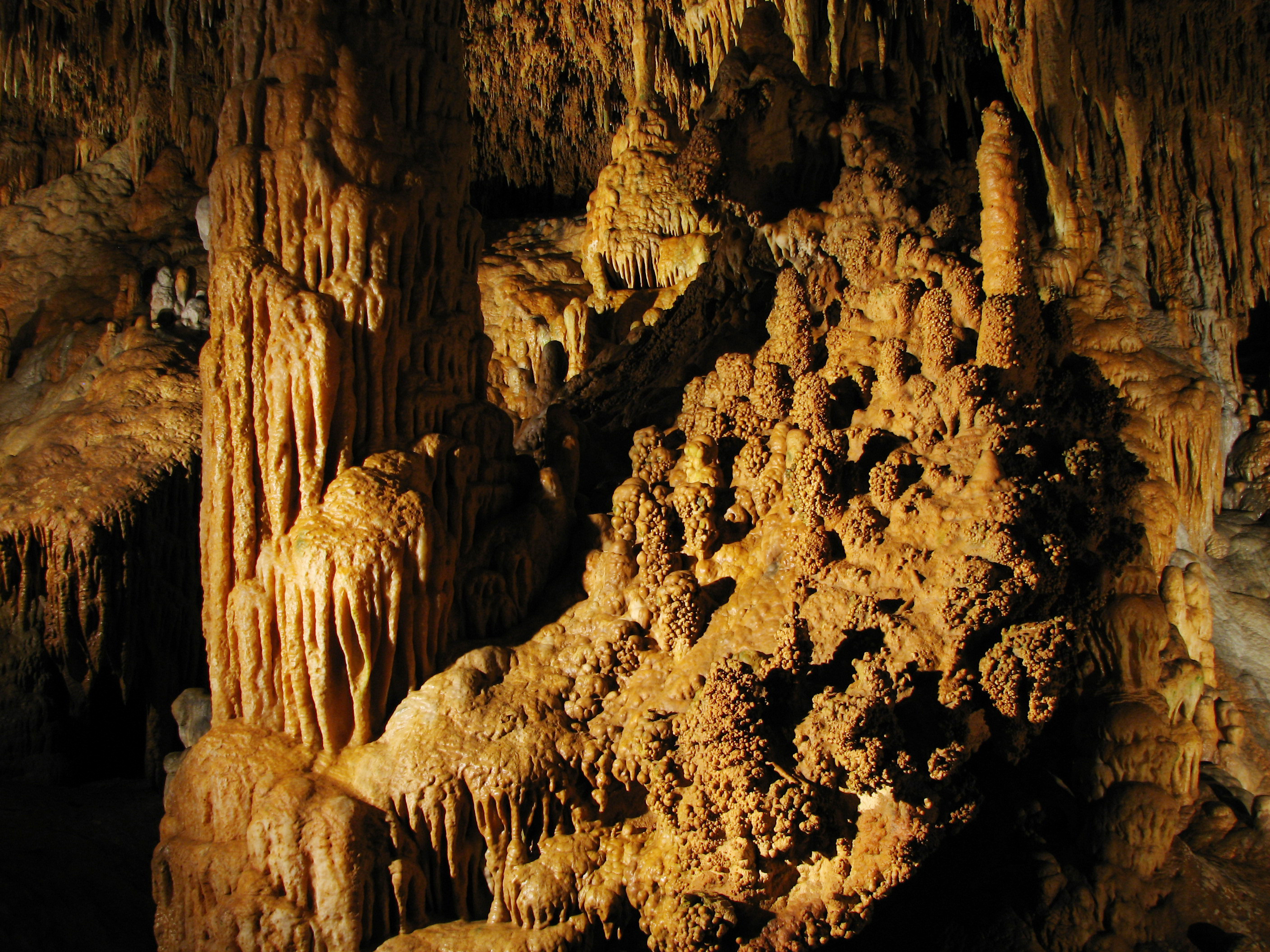
Jaskinie w Luray, formacje naciekowe

Ilość wody w jaskiniach zmienia się w zależności od pór roku. W związku z tym niektóre stalaktyty mają swoje koniuszki zanurzone wystarczająco długo, by mogły się na nich osadzać krystaliczne pompony. W porze suchej na nowo formują się na nich stalaktytowe szpikulce. Zjawisko to powtarza się cyklicznie. W jaskiniach spotykane są także formy odstające, godne odnotowania są ich pokręcone i niezgrabne przyrosty. Przyczyną ich powstawania jest nadmierne osadzanie się kryształów po którejś ze stron rosnącego stalaktytu lub odchylenie spowodowane strumieniem powietrza. Odkryto również, iż wpływ na powstawanie krzywych stalaktytów ma występowanie grzyba Mucor stalaclitis.

## Flora i fauna
W podziemnych zbiornikach wodnych spotyka się: niewielkie słodkowodne skorupiaki. W jaskiniach w Luray żyją stawonogi: pająki, muchówki i małe pareczniki. Spotyka się szereg charakterystycznych dla jaskiń alg i mchów, w zależności od dostępu światła i wilgotności. U wlotu do jaskiń rosną paprotniki, które zostały posadzone przez człowieka i nie występowały tam pierwotnie.

## Eksploracja

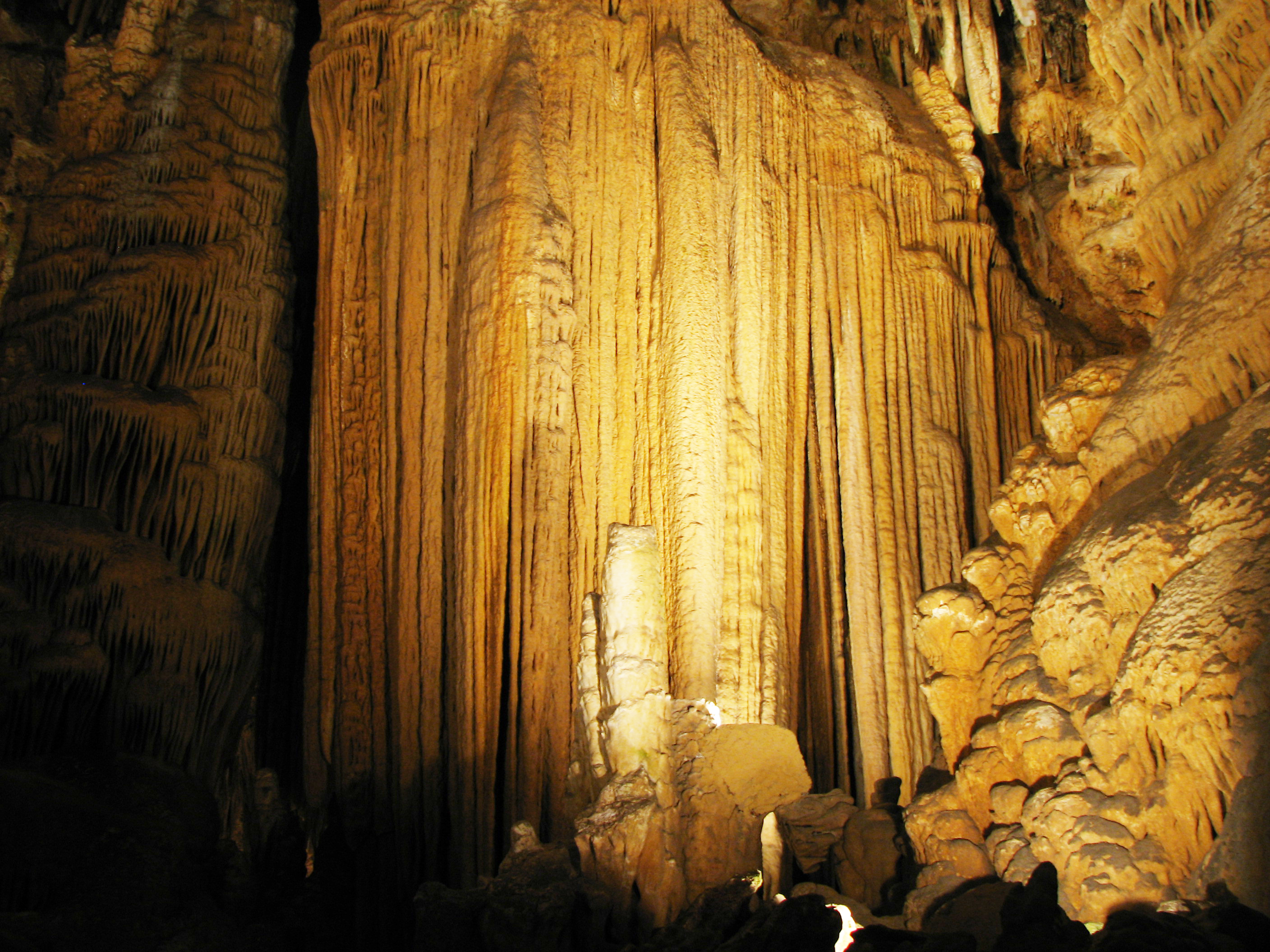
Jaskinie w Luray, ogromne stalaktyty

Jaskinie w Luray zostały odkryte 13 sierpnia 1878 przez pięciu obywateli miasteczka, m.in. Andrew J. Campbella (miejscowy blacharz), jego trzynastoletniego bratanka Quinta oraz fotografa Bentona Stebbinsa. Uwagę mężczyzn przykuł odkryty fragment pokładu skalnego oraz zagłębienie z ciągiem zimnego powietrza, z niego się wydobywającym. Poszukując podziemnej groty, Andrew zaczął kopać i po czterech godzinach udało mu się otworzyć szczelinę, przez którą wsunął się Quint. Pierwszy kamienny filar, który przy świetle świeczki zobaczono, nazwano Kolumną Waszyngtona (ang. Washington Column), na cześć pierwszego prezydenta Stanów Zjednoczonych. Po wejściu odnaleziono kości, tkwiące w osadzie krasowym. Z tego powodu komorę tę nazwano Gardzielą Szkieletu (ang. Skeleton's Gorge). Inne ślady ludzkiej obecności, na które napotkano, to: węgiel drzewny, krzemień oraz ludzkie kości, tkwiące w stalaktytach. Szkielet, który znaleziono w jednej ze szczelin, należał do indiańskiej dziewczyny. Badając strukturę stalaktytów wyznaczono przypuszczalną datę śmierci dziewczyny – zwłoki leżały w jaskini przez około 500 lat. Ciało mogło zsunąć się do szybu wylotowego. Prawdziwa przyczyna spoczywania w jaskini zwłok nie jest jednak znana. Kości przechowywane są dzisiaj w National Museum of American History w amerykańskiej stolicy – Waszyngtonie.

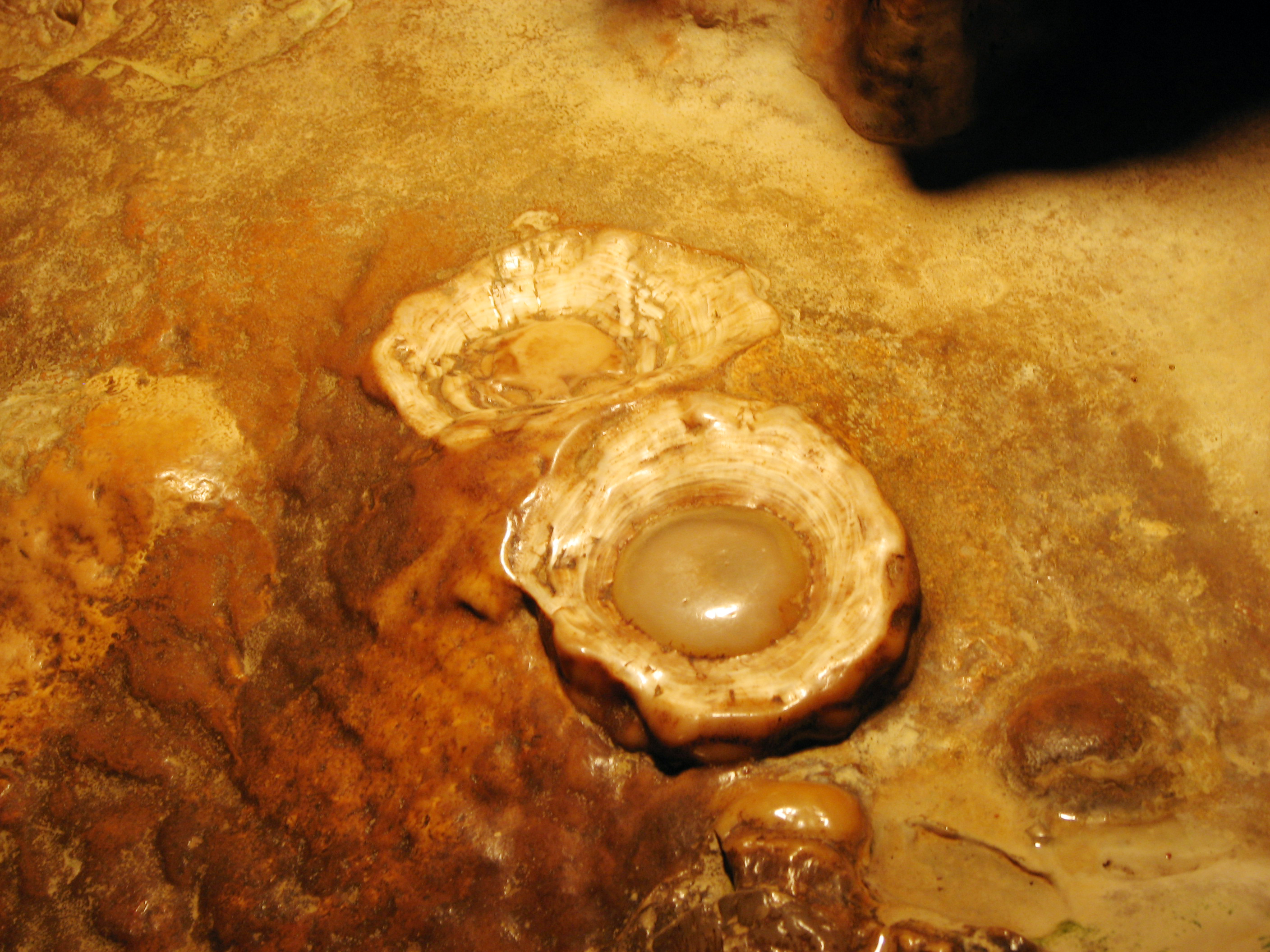
Jaskinie w Luray, formacja Sadzone jajka

Teren, na którym znajdowało się wejście do jaskiń, kupił Sam Buracker z Luray. Z powodu długów, sąd zarządził aukcję jego posiadłości, która odbyła się 14 września 1878. Ziemię zakupili Andrew Campbell, William Campbell oraz Benton Stebbins. Odkrywcy nikomu nie powiedzieli o znalezieniu jaskiń, aż do momentu licytacji. Z powodu utajnienia odkrycia unieważniono aukcję. Teren sprzedano firmie The Luray Cave and Hotel Company, której głównym udziałowcem była Shenandoah Railroad Company (od 1881 Norfolk and Western Railroad Company). W lipcu 1890 teren odkupili David Kagery z Luray i George Marshall z Uniontown w Pensylwanii. W październiku tego samego roku kupiła go od nich Valley Land and Improvement Company. Z powodu bankructwa w 1893 ziemia trafiła w ręce Luray Caverns Company, której właścicielem był J. Kemp Bartlett z Baltimore.

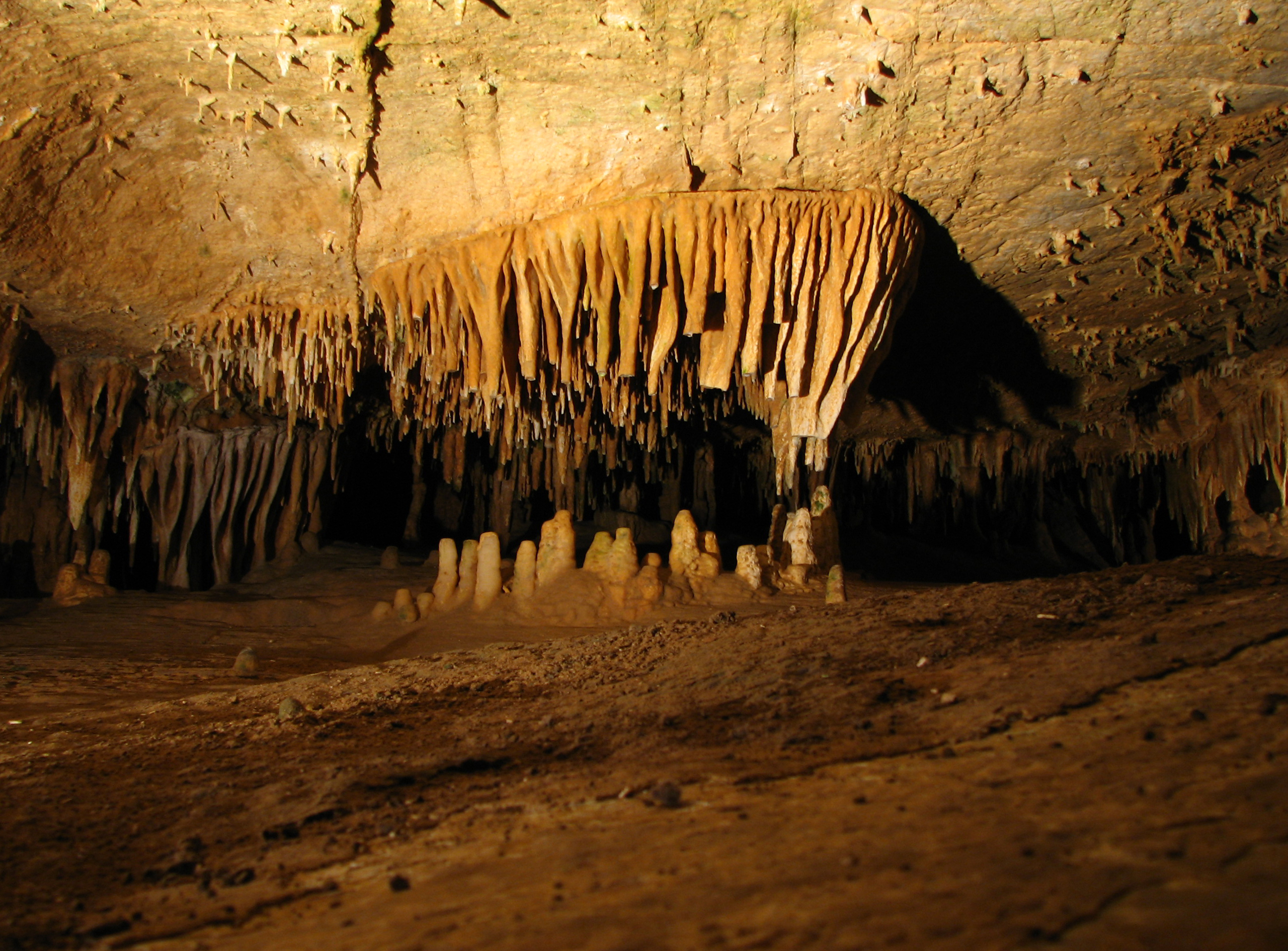
Jaskinie w Luray, stalaktyty i stalagmity

Problemy własnościowe, nagłośnione przez gazety, spowodowały wzrost zainteresowania systemem jaskiń w Luray. Profesor Jerome J. Collins, amerykański polarnik, przełożył termin swojej wyprawy na Biegun Północny, by wcześniej zobaczyć coraz sławniejsze jaskinie. Smithsonian Institution wysłała delegację składającą się z dziewięciu naukowców, by zbadali podziemia w Luray. Rok później Encyklopedia Britannica dedykowała odkryciom półtorastronicowy artykuł. Pierwszym profesjonalnym podróżnikiem, który napisał i spopularyzował jaskinie był korespondent The New York Timesa Alexander J. Brand Junior.

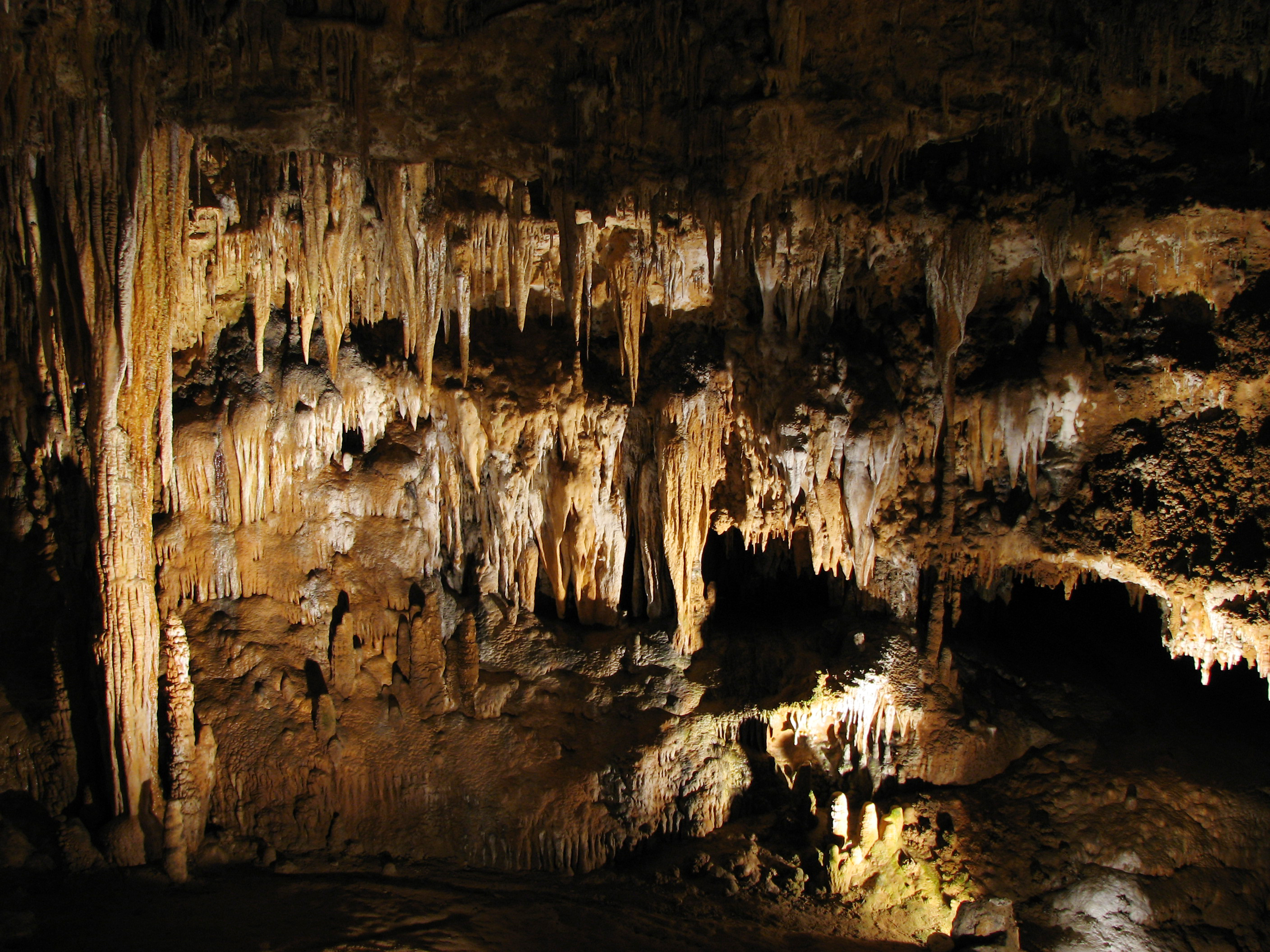
Jaskinie w Luray, stalaktyty

W 1901 zimne, jak przypuszczano, uzdrawiające powietrze z jaskiń, zaczęto tłoczyć do pokojów Limair Sanatorium, które na szczycie Cave Hill wybudował pułkownik T.C. Northcott, uprzedni prezydent Luray Caverns Corporation. Northcott reklamował swoje sanatorium jako pierwszy dom z klimatyzacją w Stanach Zjednoczonych. Nawet w najgorętszych letnich tygodniach w sanatorium utrzymywano temperaturę ok. 21 °C. Spuszczając do szybu o średnicy półtora metra zasilaną elektrycznie pompę tłoczącą, pułkownik był w stanie nawiewać świeże powietrze dla całego domu w ciągu 4 minut. Późniejsze badania miały wykazać nieobecność jakichkolwiek bakterii w tłoczonym powietrzu. Sanatorium miało być Mekką dla wszystkich cierpiących na choroby układu oddechowego. Luray Caverns Corporation zakupiła jaskinie w lutym 1905 i jest w ich posiadaniu do dziś.
Część jaskiń otwarta jest dla publiczności i zaopatrzona jest w oświetlenie elektryczne. W 1906 jaskinie odwiedziło 18 tysięcy turystów. Obecnie każdego roku Jaskinie w Luray odwiedza ok. 500 tysięcy ludzi.
W 1974 National Park Service oraz Departament Zasobów Wewnętrznych Stanów Zjednoczonych uznały Jaskinie w Luray za National Natural Landmark.